# Commissariato dell'Alto Giuba
Il commissariato dell'Alto Giuba era uno dei commissariati dell'Africa Orientale Italiana. Faceva parte del governatorato della Somalia. 

## Residenze
Il commissariato comprendeva le seguenti residenze:
- residenza di Baidoa
- residenza di Bur Acaba
- residenza di Oddur
- residenza di Lugh Ferrandi
- residenza di Dinsor